# DAME×PRINCE
『DAME×PRINCE』（デイムプリンス）は、NHN PlayArtが開発・運営していたソーシャルゲーム。公式略称は『ダメプリ』。
アニメイト30周年応援タイトルにも選定されている。2017年7月22日に開催されたダメプリ1周年記念イベントにおいてアニメ化が発表された。
2019年6月28日をもってサービスが終了した。

## ストーリー
弱小国家イナコの姫として生まれた主人公。貧しいながらも平和に暮らしていたある日、隣国の武力国家ミリドニアが攻めてくる。王は負傷しており国力の差も歴然としている危機的状態。そんな中、母である王妃に呼び出され、ミリドニアへの潜入を計画もなくお願いされる。ミリドニアと勢力を二分している宗教国家セレンファーレンへ行くことにもなる。イナコの特産品をつめ込んだ「キャラバン」と母からもらった「心略図」を持って国へ向かい、それぞれの国で出会うクセの強い王子たちとの恋愛物語が繰り広げられる。

## ゲームシステム
ゲーム内の架空マネーを使いシナリオを読み進めて行く恋愛アドベンチャーゲーム。キャラバンにやってくる客から架空マネーやアイテムを集めてシナリオを読み進めていく。恋愛対象である王子たちは皆それぞれに「ダメな要素」を持っており、キャラバンの客として訪れる王子たちがドロップする「欠片」を集めて発生するミニゲームをクリアすることで「LOVE度」を上げ、「DAME度」を下げることができる。シナリオを進めていく途中での「LOVE度」「DAME度」の数値で「ノーマルEND」「LOVE END」「DAME END」の三種類のエンディングに分岐する。一度解放したシナリオはホーム画面のコレクション＞ストーリーネタカードから見ることができる。再度見る際にはシナリオを読んだ他のプレイヤーのコメントを見ることができる。※2017年6月15日のメンテナンスで遊び方がリニューアルされた。

## 舞台となる主な三ヶ国

### イナコ(首都：チュリ)
主人公の所属する北側の山に囲まれた小さな国。シナリオはこの国から始まる。肉体労働は王が、頭脳労働は王妃が担っている。王族と民の距離が近く、国民だけでなく王族も農作業や橋の修理など様々な仕事を積極的に行っている。特産品は絹糸と刺繍で、主人公がキャラバンでミリドニアやセレンファーレンへ向かう際にも売り物の中心として扱われている。畑の広がる質素で田舎な景観。

### ミリドニア(首都：グルカオン)
セレンファーレンと勢力を二分する武力国家。王も基本的に戦に出ているためほぼ国にいない。他国と戦争し領土を得ることで大国として成長しているが、貧富の差が激しい。首都グルカオンは石造りの建物が多く荘厳な雰囲気。

### セレンファーレン(首都：セント＝サフィリア)
祭政一致の荘厳な宗教国家。王族は絶対的な存在として君臨しており、国民全員がリュゼ皇子を敬愛している。歴史も長く、文化的にも生活的にも成熟している大国。首都セント=サフィリアは白い壁青い屋根の建物が多く緑と水に囲まれている。

## 登場人物
アニ・イナコ（名前変更可能）
声 - 矢作紗友里（アニメ） / 肩書き - 主人公・庶民派お姫様
主人公。地位はイナコの姫。「王族が一番働くべき」という父親のポリシーのもと育ち、姫ではあるが畑仕事や刺繍も積極的に行う。体力もそこそこあるためたくましく、考え方も現実的であるため王子達には辛辣にあたることも多い。小国だが国民全員で助け合うイナコを誇りに思っておりとても大事にしている。好きな食べ物はジャガイモとチュリイモ。嫌いな食べ物は特にない。

テオ・コルトン (Teo Colton)
声 - 前野智昭 / 誕生日 - 4月13日 / 肩書き - 主人公命!世話焼きお兄ちゃん
イナコの姫付きの騎士。一人称は「俺」。父親もかつて騎士を務めており、イナコでは由緒ある血統を持っているが、姫が農作業することもあり騎士の仕事も農作業がメイン。主人公とは幼なじみで兄的な存在としていつもそばにいる。主人公のことを気にかけすぎてたまに暴走することもあるが、それ以外に関しては良識人。主人公には密かに恋心を寄せているが、肝心なところで邪魔がか行ったり勇気が出なかったりと主人公には気付いてもらえない。好きな食べ物は豆を煮崩したものと主人公の作った料理。嫌いな食べ物は特にない。主人公のことは好きと思っている。テオを攻略対象とした「テオ本編」は、2018年12月20日より序章が配信、続章は連載形式として順次配信された。

グリまる
声 - 齋藤彩夏 / 肩書き - 自称グリフォン
イナコの守護獣。一人称は「グリまる」。主人公が父親から預かったイナコ王家に代々伝わる伝説の宝石っぽいものから出てきた。語尾に「リン」がつき、主人公のことも「○○リン」と呼ぶ。愛のエネルギーにしていて、愛を受けることで育つ。人の愛情を感じるとお腹のハートによく似た部分に愛がたまり下からピンク色になっていく。ハートの部分いっぱいに愛がたまるとちょっとだけ奇跡の魔法が使える。丸っこい羽の生えた猫(?)にしか見えないが本人はイナコの守護獣として伝わっているグリフォンだと言い張っている。最初は自分のことを「グリりん」と言っていたが、主人子がその見た目から「グリまる」とよばれ名前が「グリまる」になった。好きな食べ物は愛情とミルク。嫌いなものはシュールストレーミングとカリカリ。

ナレク・イシュル・ド・ミリドニア (Narek Ischl de Milidonia)
声 - 石川界人 / 誕生日 - 7月24日 / 肩書き - 俺様大好き!ナルシストバカ
ミリドニアの第一王位継承者。極度のナルシスト。一人称は「俺様」。自分で自分のことを「この世の誰よりも格好いい」と言っている。また自分以外には基本興味がない。戦に出ていて王は国にいないことが基本なので「王子らしくしろ」という人も少なくないが、貴族達が主に仕事をしている上に官僚達に甘やかされて育ったため王子でありながらも仕事をしていない。ナレク自身も「存在するだけで完璧だから問題ない」と仕事をする気はない。首都圏から出ることもほぼ無く世間知らず。いつも微風担当、光担当、紙吹雪担当の親衛隊3人を引き連れている。また己の格好良さを皆に伝え癒すため、肖像画の作成に熱を入れている。好きな食べ物は肉。嫌いな食べ物はニンジン、ピーマン、グニっとした肉。主人公のことは俺様に見惚れている女と思っている。

ヴィーノ・フォン・ロンザード (Vino von Lomzard)
声 - 梅原裕一郎 / 誕生日 - 11月7日 / 肩書き - 女の子大好き!チャラヘラ公爵
ミリドニアの筆頭貴族で公爵。一人称は「ボク」。女の子が大好きで、日夜声をかけては口説いている。対象はゆりかごから墓場まで全方位をカバーしており、ある意味女好きのプロ。チャラチャラした女癖の悪いやつに見えるが、口説かれた女性達も満更ではなさそうで国中にファンが存在している。趣味は女の子と遊ぶこと。女性は皆可憐で美しい花のようだという考えから、主人公のことを「お花ちゃん」と呼ぶ。好きな食べ物はプロシュートとハチミツ。嫌いな食べ物はメープルシロップ。主人公のことは珍しいお花ちゃんと思っている。

リオット・ヴォルテ (Riot Volte)
声 - 武内駿輔 / 誕生日 - 1月12日 / 肩書き - 騎士道命!厳格軍人
ミリドニアの騎士で第一騎士団団長。一人称は「私」。騎士道精神を重んじ武勲の誉れも高いが、常日頃はナレクやヴィーノなどに振まわされることが多い。常に眉間に皺を寄せている。王に言われ、王不在の国でナレクの世話などをしているが、王付きの騎士のため最優先事項は王。好きな食べ物はゴボウ。嫌いな食べ物はマシュマロ。2017年6月15日より、リオットを攻略対象とした「リオット本編」が配信された。

リュゼ・セレン・エル＝フィリアザール (Ruze Selen el Phiriazar)
声 - 斉藤壮馬 / 誕生日 - 6月1日 / 肩書き - みんなが大好き!国家のアイドル
セレンファーレンの第一皇子。一人称は「私」。おかっぱのかわいらしい美少年の外見をしているがメアの兄。国民からは「神の子」として熱烈に愛されている。近年、父である先代の国皇がなくなったため、宰相のクロムとともに国を治めている。蝶よ花よと育てられ、仕事も宰相の言う通りにこなしてきたため自我を持たない人形のよう宰相に言われたことを実行する。愛らしい笑顔で多くの国民を癒し物事をおさめてきた。一言目にも二言目にも「宰相」。好きな食べ物は冷製ポタージュとシオカラーノ。嫌いな食べ物はサラダに入っているレーズン。主人公のことはイナコの姫と思っている。

メア・セレン・エル＝フィリアザール (Mare Selen el Phiriazar)
声 - 木村良平 / 誕生日 - 3月20日 / 肩書き - みんな大キライ!引きこもりオタ
セレンファーレンの第二皇子。リュゼの弟。一人称は「オレ」。長い癖っ毛で顔の半分が隠れている。漫画やアニメの好きな引きこもりオタク。いつも左手に「魔法の国の王女キュアラン」のパペットをはめており、着ているTシャツもキュアランのプリントTシャツ。キュアランのことを「自分のことを唯一わかってくれる存在」として溺愛している。部屋からなかなか出てこないため、下手の外から声をかけても反応がなく会うことが難しい。親切めかして近寄ろうとする主人公をうっとうしく感じている。好きな食べ物はキノコとバニラエッセンス。嫌いな食べ物は吸盤のあるものとキナコパウダー。主人公のことは変なイナカ女と思っている。

クロム・レム (Chrom Rem)
声 - 竹本英史 / 誕生日 - 9月9日 / 肩書き - 皇子命!妖艶宰相
セレンファーレンの宰相。一人称は「私」。リュゼ皇子のことを溺愛しており、何事もリュゼ皇子を第一に考えている。長髪でモノクルをしており立ち振る舞いなどもどこか艶っぽい。知識人で政治に関しても敏腕なため、人々からの信頼も厚い完璧超人。リュゼ皇子が正式に皇として即位するため全力でサポートしているように見える。好きな食べ物はノーマン風エスカロープとショコラ。嫌いな食べ物はライスボール。2016年8月17日より、クロムを攻略対象とした「クロム本編」が配信された。

## 主題歌
主題歌「DA×MEMBER」
作詞 - マイクスギヤマ / 作編曲 - 中村博 / 歌 - ナレク（石川界人）、ヴィーノ（梅原裕一郎）、リュゼ（斉藤壮馬）、メア（木村良平）
エンディング「Precious Eternity」
作詞 - マイクスギヤマ / 作編曲 - 中村博 / 歌 - さわひろ子

## キャラクターCDシリーズ(全7種)
※販売元は全て株式会社ムービック、価格も全て1500円＋税
キャラクターCDシリーズ ナレク編
アーティスト-ナレク(cv:石川界人)
ヴィーノ(cv:梅原裕一郎)※ゲストとして登場
販売日-2016年12月23日
［トラックリスト］
01：ナレク様、降臨
02：天翔Dynamite! 歌唱-ナレク(cv:石川界人)
03：歌謡祭の結末
04：エピローグ～後夜祭～
05：天翔Dynamite! (off vocal)
06：キャストコメント(石川界人、梅原裕一郎)
キャラクターCDシリーズ ヴィーノ編
アーティスト-ヴィーノ(cv:梅原裕一郎)
メア(cv:木村良平)※ゲストとして登場
販売日-2017年1月27日
［トラックリスト］
01：思いがけぬ出会い
02：Beautiful flower 歌唱-ヴィーノ(cv:梅原裕一郎)
03：再会
04：エピローグ～祭りの裏で～
05：Beautiful flower (off vocal)
06：キャストコメント(梅原裕一郎、木村良平)
キャラクターCDシリーズ リュゼ編
アーティスト-リュゼ(cv:斉藤壮馬)
ナレク(cv:石川界人)※ゲストとして登場
　販売日-2017年2月27日
［トラックリスト］
01：控え室にて
02：As the toy (cv:斉藤壮馬)
03：続・控え室にて
04：エピローグ～二人きり～
05：As the toy (off vocal)
06：キャストコメント(斉藤壮馬、石川界人)
キャラクターCDシリーズ メア編
アーティスト-メア(cv:木村良平)
リュゼ(cv:斉藤壮馬)※ゲストとして登場
販売日-2017年3月31日
　［トラックリスト］
01：メアの試練
02：The Cage 歌唱-メア(cv:木村良平)
03：歩み寄りの一歩
04：エピローグ～もっと近くで～
05：The Cage (off vocal)
06：キャストコメント(木村良平、斉藤壮馬)
キャラクターCDシリーズ クロム編
アーティスト-クロム(cv:竹本英史)
リュゼ(cv:斉藤壮馬)※ゲストとして登場
販売日-2017年4月28日
［トラックリスト］
01：大国の外交術
02：桎梏の波紋 歌唱-クロム(cv:竹本英史)
03：宰相の思惑
04：エピローグ～大人の悪戯～
05：桎梏の波紋 (off vocal)
06：キャストコメント(竹本英史、斉藤壮馬)
キャラクターCDシリーズ リオット編
アーティスト-リオット(cv:武内駿輔)
ナレク(cv:石川界人)※ゲストとして登場
販売日-2017年5月26日
［トラックリスト］
01：第一騎士団団長の受難
02：騎士の掟 歌唱-リオット(cv:武内駿輔)
03：第一騎士団団長の心労
04：エピローグ～傾慕～
05：騎士の掟 (off vocal)
06：キャストコメント(武内駿輔、石川界人)
キャラクターCDシリーズ テオ編
アーティスト-テオ(cv:前野智昭)
メア(cv:木村良平)※ゲストとして登場
販売日-2017年6月30日
［トラックリスト］
01：奔走!イナコの騎士
02：変わらない宝物 歌唱-テオ(cv:前野智昭)
03：名誉ある称号？
04：エピローグ～星空の下で～
05：変わらない宝物 (off vocal)
06：キャストコメント(前野智昭、木村良平）

## キャラバンシステム

### 概要
シナリオを読み進める為に必要な架空マネーを集めるためのシステム。ショップ>キャラバン>テナントから購入したいテナントを買い、キャラバン>メニュー>レイアウト>テナントで設置したいテナントを選ぶ。時間が経過するとテナントやシナリオ内の現在地に対応して「お客さん」が集まってくる。集まった客を指でなぞり買い物をさせ架空マネー(通貨:チャリン)をもらう。グリまるが奇跡を使う際にはチャリんとともに愛情ももらうことができる。ショップ>キャラバン>デコから、テナントとは別にデコレーションアイテム(デコ)を買いキャラバン周りを装飾することも可能。中には客からもらえるチャリン数や愛情度を上げる効果を持ったデコもある。お客様の来店数に応じて「キャラバンレベル」やお客さんの「ファンレベル」が上がっていき、一度の来店でもらえるチャリン数や、愛情度が増える。お客さんとして来る王子立ちはLOVE度・DAME度を変えるためのみにゲームに必要な「欠片」をキャラごとにドロップし、３つ集まるとミニゲームが始まる。※2017年6月15日のメンテナンスで遊び方がリニューアルさせた。

### キャラバンレベルによる最大値の変化
| キャラバンレベル | 最大来客数 | テナント数 | デコ数 |
| ---------------- | ---------- | ---------- | ------ |
| 7                | 12         | 2          | 10     |
| 8                |            |            | 12     |
| 9                | 15         |            |        |
| 12               |            | 3          |        |
| 14               | 17         |            |        |
| 18               |            |            | 14     |
| 19               | 20         |            |        |
| 21               |            | 4          |        |
| 24               | 22         |            |        |
| 28               |            |            | 16     |
| 29               | 24         |            |        |
| 32               |            | 5          |        |
| 36               | 26         |            |        |
| 38               |            |            | 18     |
| 40               | 27         |            |        |
| 43               | 28         |            |        |
| 45               |            | 6          |        |
| 46               | 29         |            |        |
| 48               |            |            | 20     |
| 49               | 30         |            |        |

### お客さん一覧
| お客さん名                 | レア度 | 出身地           | 性別 | 必要テナント               | ファンレベル上限 |
| -------------------------- | ------ | ---------------- | ---- | -------------------------- | ---------------- |
| ナレク                     | ☆5     | ミリドニア       | 男   |                            | 30               |
| ヴィーノ                   | ☆5     | ミリドニア       | 男   |                            | 30               |
| リュゼ                     | ☆5     | セレンファーレン | 男   |                            | 30               |
| メア                       | ☆5     | セレンファーレン | 男   |                            | 30               |
| テオ                       | ☆5     | イナコ           | 男   |                            | 30               |
| リオット                   | ☆5     | ミリドニア       | 男   |                            | 30               |
| クロム                     | ☆5     | セレンファーレン | 男   |                            | 30               |
| イナコの行商人             | ☆2     | イナコ           | 男   | イナコの民芸品屋           | 20               |
| ミリドニアおばちゃん       | ☆1     | ミリドニア       | 女   |                            | 15               |
| ミリドニアおじちゃん       | ☆1     | ミリドニア       | 男   |                            | 15               |
| ナレク親衛隊1              | ☆3     | ミリドニア       | 男   | ナレクグッズショプ         | 10               |
| 髪型にこだわりのある若者   | ☆2     | ミリドニア       | 男   | ヘアサロン                 | 20               |
| イナコのおばさん           | ☆1     | イナコ           | 女   |                            | 15               |
| セレンファーレン従者       | ☆1     | セレンファーレン | 男   |                            | 15               |
| 信心深いおばちゃん         | ☆1     | セレンファーレン | 女   |                            | 15               |
| リュゼファンのおじちゃん   | ☆2     | セレンファーレン | 男   | 白薔薇の花屋               | 20               |
| 城下町の子供               | ☆2     | セレンファーレン | 男   | おもちゃ屋                 | 20               |
| 侍女                       | ☆3     | ミリドニア       | 女   |                            | 10               |
| シェフ                     | ☆2     | ミリドニア       | 男   | イナコ料理屋               | 20               |
| ミリドニア騎士             | ☆2     | ミリドニア       | 男   | 武器屋                     | 20               |
| ファッションセンスが高い人 | ☆2     | ミリドニア       | 女   | 洋服屋                     | 20               |
| 侍従                       | ☆3     | セレンファーレン | 男   |                            | 10               |
| キュアランファン           | ☆2     | セレンファーレン | 男   | キュアランショップ         | 20               |
| 鏡の精                     | ☆2     | ミリドニア       | 不明 | ミラーハウス               | 20               |
| 風邪気味の人               | ☆2     | ミリドニア       | 男   | 薬屋                       | 20               |
| ミリドニア兵士             | ☆1     | ミリドニア       | 男   |                            | 15               |
| マジメくん                 | ☆2     | ミリドニア       | 男   | 文房具屋                   | 20               |
| おしゃべりな官僚           | ☆2     | ミリドニア       | 男   | 会議室                     | 20               |
| 手芸大好きな子             | ☆2     | 不明             | 女   | イナコの手芸屋             | 20               |
| 辺境の村の子供             | ☆1     | ミリドニア       | 男   |                            | 15               |
| 農作業中の村人             | ☆1     | ミリドニア       | 女   |                            | 15               |
| キノコくん                 | ☆2     | ミリドニア       | 男   | キノコハウス               | 20               |
| 流浪の旅人                 | ☆2     | 不明             | 男   | 旅人の宿                   | 20               |
| 悪い役人                   | ☆1     | ミリドニア       | 男   |                            | 15               |
| 街娘                       | ☆1     | ミリドニア       | 女   |                            | 15               |
| ブラン                     | ☆3     | ミリドニア       | 男   |                            | 10               |
| 貴婦人                     | ☆2     | ミリドニア       | 女   | 高級サロン                 | 20               |
| 貴族                       | ☆2     | ミリドニア       | 男   | 紳士の社交場               | 20               |
| 紅茶屋の店主               | ☆3     | ミリドニア       | 男   | 茶葉専門店                 | 10               |
| 本の虫                     | ☆2     | ミリドニア       | 男   | 本屋                       | 20               |
| 乳母                       | ☆1     | ミリドニア       | 女   |                            | 15               |
| 占い師                     | ☆2     | ミリドニア       | 男   | パワースポット             | 20               |
| ミリドニア辺境の賊         | ☆1     | ミリドニア       | 男   |                            | 15               |
| セレンファーレン騎士       | ☆1     | セレンファーレン | 男   |                            | 15               |
| てるてる坊主子             | ☆2     | セレンファーレン | 不明 | 気象台                     | 20               |
| 怪しい男                   | ☆1     | セレンファーレン | 男   |                            | 15               |
| 画家                       | ☆2     | セレンファーレン | 男   | 画材屋                     | 20               |
| 都会に憧れる町の子         | ☆1     | セレンファーレン | 女   |                            | 15               |
| 御者                       | ☆1     | セレンファーレン | 男   |                            | 15               |
| 町のおじさん               | ☆1     | セレンファーレン | 男   |                            | 15               |
| 猫好きな女の子             | ☆2     | セレンファーレン | 女   | 猫喫茶                     | 20               |
| セレンファーレン兵士       | ☆1     | セレンファーレン | 男   |                            | 15               |
| 仕立屋さん                 | ☆2     | セレンファーレン | 男   | 上質な生地屋               | 20               |
| セレンファーレン貴族の娘   | ☆1     | セレンファーレン | 女   |                            | 15               |
| メア従者                   | ☆3     | セレンファーレン | 男   |                            | 10               |
| お買物好きマダム           | ☆2     | セレンファーレン | 女   | 百貨店                     | 20               |
| 山賊                       | ☆1     | 不明             | 男   |                            | 15               |
| 都会に憧れる村の子         | ☆1     | イナコ           | 女   |                            | 15               |
| やんちゃな村の子供         | ☆1     | イナコ           | 男   |                            | 15               |
| 農作業中のおじいさん       | ☆1     | イナコ           | 男   |                            | 15               |
| 薬師様                     | ☆2     | イナコ           | 男   | 辺境の薬草屋               | 20               |
| トムソンさん               | ☆3     | イナコ           | 男   |                            | 10               |
| イナコ王                   | ☆3     | イナコ           | 男   |                            | 10               |
| 王妃                       | ☆3     | イナコ           | 女   |                            | 10               |
| お茶の行商人               | ☆2     | イナコ           | 男   | 茶葉専門店                 | 20               |
| 魚屋さん                   | ☆2     | 不明             | 男   | 魚屋                       | 20               |
| 異国の武器商人             | ☆2     | 不明             | 男   | 異国の武器商               | 20               |
| 花婿さん                   | ☆2     | セレンファーレン | 男   | 結婚式場                   | 20               |
| 花嫁さん                   | ☆2     | セレンファーレン | 女   | 結婚式場                   | 20               |
| ムチウチガール             | ☆2     | セレンファーレン | 女   | 謎のお店                   | 20               |
| 巡察官                     | ☆2     | セレンファーレン | 男   | 情報発信基地               | 20               |
| 密輸団                     | ☆1     | セレンファーレン | 男   |                            | 15               |
| 幻獣ハンター               | ☆2     | セレンファーレン | 男   | 狩場の拠点                 | 20               |
| 総帥                       | ☆3     | チャロア族       | 男   |                            | 10               |
| チャロアの長老             | ☆3     | チャロア族       | 男   |                            | 10               |
| チャロアのおねえさん       | ☆1     | チャロア族       | 女   |                            | 15               |
| チャロアのおじちゃん       | ☆1     | チャロア族       | 男   |                            | 15               |
| チャロアの子供             | ☆1     | チャロア族       | 男   |                            | 15               |
| ブ・ドゥー婦人             | ☆2     | チャロア族       | 女   | 魅惑の果樹園               | 20               |
| チャロアの神官             | ☆2     | チャロア族       | 男   | 小さな祠                   | 20               |
| 蛇つかい                   | ☆2     | チャロア族       | 男   | 蛇つかいの小屋             | 20               |
| うつろな人                 | ☆1     | セレンファーレン | 男   |                            | 15               |
| 川辺の釣り人               | ☆2     | セレンファーレン | 男   | 素朴な釣具店               | 20               |
| ローブの男                 | ☆5     | チャロア族       | 男   |                            | 1                |
| ミハルト                   | ☆3     | ミリドニア       | 男   | ピジョンハウス             | 10               |
| カルボ                     | ☆3     | ミリドニア       | 男   | サルーン・バー             | 10               |
| 騎士に憧れる若者           | ☆2     | ミリドニア       | 男   | 騎士学校                   | 20               |
| 着ぐるみさん               | ☆2     | ミリドニア       | 不明 | ぬいぐるみ屋               | 20               |
| 侍女1                      | ☆3     | ミリドニア       | 女   |                            | 15               |
| 騎士1                      | ☆3     | ミリドニア       | 男   |                            | 15               |
| 鎧職人                     | ☆2     | ミリドニア       | 男   | 防具屋                     | 20               |
| 看護師                     | ☆2     | ミリドニア       | 女   | 救護室                     | 20               |
| クロヤギ配達員             | ☆2     | ミリドニア       | 男   | 郵便局                     | 20               |
| 馬の飼育員                 | ☆2     | ミリドニア       | 男   | 馬具屋                     | 20               |
| 柄の悪い男                 | ☆1     | ミリドニア       | 男   |                            | 15               |
| げんきな子供               | ☆1     | ミリドニア       | 男   |                            | 15               |
| カッパを着た子             | ☆2     | ミリドニア       | 男   | 丘の上の雨具屋             | 20               |
| 紫のパティシエ             | ☆3     | セレンファーレン | 男   | 紫のパティスリー           | 30               |
| 八百屋のお兄さん           | ☆2     | イナコ           | 男   | 八百屋                     | 30               |
| 水色のパティシエ           | ☆2     | セレンファーレン | 男   | 水色のパティスリー         | 30               |
| 愛の使者                   | ☆2     | イナコ           | 女   | 婚礼の聖堂                 | 30               |
| 赤のパティシエ             | ☆2     | ミリドニア       | 男   | 赤のパティスリー           | 30               |
| ナレク親衛隊2              | ☆3     | ミリドニア       | 男   |                            | 15               |
| ナレク親衛隊3              | ☆3     | ミリドニア       | 男   |                            | 15               |
| 藤色のパティシエ           | ☆2     | セレンファーレン | 男   | 藤色のパティスリー         | 30               |
| 悪霊くん                   | ☆2     | 不明             | 不明 | ヨミーノ館                 | 30               |
| 橙のパティシエ             | ☆2     | ミリドニア       | 男   | 橙のパティスリー           | 30               |
| 白雪の精                   | ☆2     | セレンファーレン | 不明 | スノーハウス               | 30               |
| 雪だるまくん               | ☆2     | ミリドニア       | 不明 | ブリザードハウス           | 30               |
| 鋼のパティシエ             | ☆2     | ミリドニア       | 男   | 鋼のパティスリー           | 30               |
| チコちゃん                 | ☆2     | 不明             | 女   | チョコケーキハウス・ベリー | 30               |
| レトくん                   | ☆2     | 不明             | 男   | チョコケーキハウス・ミント | 30               |
| ガット・ネーロ             | ☆2     | ミリドニア       | 男   | ホテルグルカオン           | 30               |
| ガット・ビアンコ           | ☆2     | セレンファーレン | 男   | ホテルサフィリア           | 30               |
| 常夏騎士                   | ☆2     | ミリドニア       | 男   | 海辺の兵舎                 | 30               |
| ジャックくん               | ☆2     | 不明             | 不明 | 街外れの館                 | 30               |

## スタッフ
- キャラクターデザイン - アリクイ堂
- メインシナリオ - StoryWorks、じんこ
- シナリオ - StoryWorks、大坂尚子、小松千寿子、川波空観子、沙藤いつき、八島清聡、華南恋
- プロデューサー - 眞鍋まり
- プランナー - 須山絢実
- アートディレクター - 大田茜
- UIデザイン - 植田景子
- デザイン - 竹田奈央、やまのみ◎さき、モブ美
- 背景制作協力 - アロワナ株式会社

## テレビアニメ
『ダメプリ ANIME CARAVAN』（ダメプリ アニメ・キャラバン）のタイトルで、2018年1月から3月までTOKYO MX・BSフジほかにて放送された。アニメーション制作のスタジオフラッドにとって、実質的な初制作元請作品となる。ストーリーはアニメオリジナルのものとなる。

### スタッフ（アニメ）
- 原作 - NHN PlayArt「DAME×PRINCE」[1]
- キャラクター原案 - アリクイ堂[1]
- シナリオ監修 - StoryWorks[1]
- 監督 - 星野真[1]
- シリーズ構成 - 小林成朗[1]
- キャラクターデザイン - 渡辺るりこ[1]
- 美術設定 - 大平司、山本恵
- 美術監督 - 芦野由紀子
- 色彩設計 - 水野愛子
- 撮影監督 - 武原健二
- 編集 - 柳圭介
- 音響監督 - 濱野高年
- 作中音楽 - タナカノブマサ、no_my
- プロデューサー - 大村恵一、杉浦美沙紀、岡田直、市井美帆、北澤史隆、大森慎司、工藤恭子
- アニメーション制作 - スタジオフラッド[1]
- アニメーションプロデュース - 阪本義樹
- 製作 - DAME×PROJECT

### 主題歌（アニメ）
オープニングテーマ「D×D×D」（第1話 - 第12話）
作詞 - DAIGO / 作曲 - SHINPEI / 編曲・歌 - BREAKERZ
エンディングテーマ
作詞 - マイクスギヤマ / 作曲・編曲 - 中村博
「Light&Shade」（第1話 - 第4話）
歌 - リュゼ（斉藤壮馬）、メア（木村良平）
「Promise」(第5話 - 第8話)
歌 - テオ（前野智昭）、リオット（武内駿輔）、クロム（竹本英史）
「Treasure」（第9話 - 第12話）
歌 - ナレク（石川界人）、ヴィーノ（梅原裕一郎）

### 各話リスト
| 話数   | サブタイトル                | 脚本     | 絵コンテ   | 演出       | 作画監督                                                                                 | 総作画監督            |
| ------ | --------------------------- | -------- | ---------- | ---------- | ---------------------------------------------------------------------------------------- | --------------------- |
| 第1話  | ダメ王子 × 登場             | 小林成朗 | 星野真     | 星野真     | 佐藤千春                                                                                 | 渡辺るりこ            |
| 第2話  | 軍事国家 × ミリドニア       | 小林成朗 | 高藤聡     | 高藤聡     | 堀江由美 大川美穂子 渡辺健一                                                             | 佐々木敏子            |
| 第3話  | 宗教国家 × セレンファーレン | 小林成朗 | 星野真     | 小林浩輔   | 佐藤千春 冨澤佳也乃 内野明雄 池津寿恵 佐々木敏子 松崎嘉克 水谷麻美子 渥美智也            | 渡辺るりこ            |
| 第4話  | 前途多難!? × 表敬訪問       | 清水恵   | 相浦和也   | 相浦和也   | 大川美穂子 染谷友梨花 服部憲知 津熊健徳                                                  | 徳田夢之助            |
| 第5話  | 大捜索 × ロイヤル迷子       | 小鹿りえ | 竹之内和久 | 高藤聡     | 佐々木敏子 水谷麻美子 三浦貴弘 内野明雄 杉田葉子 大川美穂子 松崎嘉克 下川寿士            | 渡辺るりこ 徳田夢之助 |
| 第6話  | 対決 × オシャレさん         | 笹野恵   | 及川啓     | 五月女有作 | 村上史明 水谷麻美子 三浦貴弘                                                             | 佐々木敏子            |
| 第7話  | 裸一貫 × 温泉郷             | 清水恵   | 星野真     | 嵯峨敏     | 佐藤千春 染谷友梨花 大川美穂子 杉田葉子 松崎嘉克 渡辺健一                                | 中山由美              |
| 第8話  | 恐怖 × 大人が消えた村       | 小鹿りえ | 相浦和也   | 床間しほ   | 大川美穂子 松崎嘉克 染谷友梨花 杉田葉子 佐々木敏子 水谷麻美子 渡辺健一                   | 渡辺るりこ 徳田夢之助 |
| 第9話  | ラストダンス × 争奪戦       | 笹野恵   | 宗廣智行   | 北村淳一   | 北村淳一 時矢義則 飯飼一幸                                                               | 佐々木敏子            |
| 第10話 | 動乱 × ミリドニア           | 清水恵   | 宗廣智行   | 高藤聡     | 杉田葉子 渡辺健一 大川美穂子 梶浦紳一郎 松崎嘉克 下川寿士                                | 中山由美              |
| 第11話 | 暗躍 × セレンファーレン     | 清水恵   | 柳瀬雄之   | 五月女有作 | 三浦貴弘 村上史明 水谷麻美子                                                             | 佐々木敏子 渡辺るりこ |
| 第12話 | 決着！ × ダメ王子           | 清水恵   | 星野真     | 星野真     | 大川美穂子 中山由美 杉田葉子 染谷友梨花 松崎嘉克 佐々木敏子 水谷麻美子 上野翔太 下川寿士 | 渡辺るりこ 中山由美   |

### 放送局
| 放送期間                | 放送時間                     | 放送局     | 対象地域 | 備考                                   |
| ----------------------- | ---------------------------- | ---------- | -------- | -------------------------------------- |
| 2018年1月10日 - 3月28日 | 水曜 22:30 - 23:00           | TOKYO MX   | 東京都   | 製作参加                               |
|                         | 水曜 23:00 - 23:30           | KBS京都    | 京都府   |                                        |
| 2018年1月11日 - 3月29日 | 木曜 0:00 - 0:30（水曜深夜） | BSフジ     | 日本全域 | 製作参加 / BS放送 / 『アニメギルド』枠 |
|                         | 木曜 0:30 - 1:00（水曜深夜） | サンテレビ | 兵庫県   |                                        |
|                         |                              | AT-X       | 日本全域 | CS放送 / リピート放送あり              |
| 2018年1月14日 - 4月1日  | 日曜 1:50 - 2:20（土曜深夜） | テレビ愛知 | 愛知県   |                                        |

### BD / DVD
| 巻 | 発売日        | 収録話         | 規格品番  | 規格品番  |
| 巻 | 発売日        | 収録話         | BD        | DVD       |
| -- | ------------- | -------------- | --------- | --------- |
| 上 | 2018年4月27日 | 第1話 - 第6話  | MOVC-0193 | MOVC-0194 |
| 下 | 2018年5月25日 | 第7話 - 第12話 | MOVC-0195 | MOVC-0196 |

### Webラジオ
『斉藤壮馬・石川界人のダメプリ RADIO』は、2018年1月3日から3月28日まで超!A&G+にて毎週水曜23時30分に配信されていた番組。dアニメストアでは同年1月11日から4月5日まで毎週木曜午後にアーカイブ配信していた。パーソナリティはリュゼ役の斉藤壮馬とナレク役の石川界人。
2018年4月4日からは『斉藤壮馬・石川界人のダメじゃないラジオ』が番組スポンサーのムービックの作品やグッズの最新情報を伝えるリニューアル版として超!A&G+にて毎週水曜23時30分に配信している。前番組と同様、dアニメストアでアーカイブ配信も行われている。
| TOKYO MX 水曜 22:30 - 23:00枠                      | TOKYO MX 水曜 22:30 - 23:00枠 | TOKYO MX 水曜 22:30 - 23:00枠 |
| 前番組                                             | 番組名                        | 次番組                        |
| -------------------------------------------------- | ----------------------------- | ----------------------------- |
| TSUKIPRO THE ANIMATION                             | ダメプリ ANIME CARAVAN        | -                             |
| BSフジ アニメギルド 木曜 0:00 - 0:30（水曜深夜）枠 |                               |                               |
| アニメガタリズ                                     | ダメプリ ANIME CARAVAN        | LOST SONG                     |

## 舞台
通称「ダメステ」。舞台オリジナルストーリーとなっており、歌あり、ダンスあり、殺陣ありの“歌劇派ステージ”として上演。劇中で「LOVEルート」と「DAMEルート」へ分岐する2パターンのルートが用意され、異なるエンディングが楽しめる演出となっている。

### 公演記録
歌劇派ステージ ダメプリ ダメ王子 VS 完璧王子
2018年12月01日 - 12月09日　全14回公演　AiiA 2.5 Theater Tokyo
歌劇派ステージ ダメプリ ダメ王子 VS 偽者王子
2019年05月17日 - 05月23日　全10回公演　よみうり大手町ホール

### キャスト（舞台）
※は舞台オリジナルキャラクター
|                        | ダメ王子 VS 完璧王子                                        | ダメ王子 VS 偽者王子                                                           |
| ---------------------- | ----------------------------------------------------------- | ------------------------------------------------------------------------------ |
| ナレク                 | 滝澤諒                                                      | 滝澤諒                                                                         |
| ヴィーノ               | 松本祐一                                                    | 松本祐一                                                                       |
| リオット               | 進藤学                                                      | 進藤学                                                                         |
| リュゼ                 | 大見拓土                                                    | 大見拓土                                                                       |
| メア                   | 三原大樹                                                    | 三原大樹                                                                       |
| クロム                 | 汐崎アイル                                                  | 汐崎アイル                                                                     |
| テオ                   | 橘りょう                                                    | 橘りょう                                                                       |
| グリまる               | 齋藤彩夏                                                    | 齋藤彩夏                                                                       |
| ルオーシュ※            | 徳山秀典（友情出演）                                        | 徳山秀典（友情出演）                                                           |
| ナレク親衛隊：ハディ   | 馬庭良介                                                    | 馬庭良介                                                                       |
| ナレク親衛隊：エイミル | 野見山拳太                                                  | 野見山拳太                                                                     |
| ナレク親衛隊：サンバン | 坂下陽春                                                    | 坂下陽春                                                                       |
| ベレク※                | -                                                           | 後藤望                                                                         |
| アンサンブル           | 畑中ハル、岩佐祐樹、井伊亮太、 春山航平、髙野真器、古張和貴 | 畑中ハル、髙野真器、古張和貴、及川崇治、 高橋 玲、今井玲男、矢野秀実、山内涼平 |

### スタッフ
- 原作 - DAME×PRINCE（NHN PlayArt株式会社）
- 原案 - NHN PlayArt株式会社
- 演出 - 八十島美也子
- 脚本 - 八十島美也子 眞鍋まり / 栗谷雅也 石井綾華
- 音楽 - 中村 博
- 歌詞 - マイクスギヤマ
- 振付 - 田中むねかず
- 主催 - DAME×STAGE製作委員会(ムービック / サンライズプロモーション東京)